# Logbes
Els logbes (o ikpanes) són els membres d'un grup ètnic que tenen com a llengua materna el logba i que viuen al sud-est de Ghana, a la regió Volta. Hi ha entre 7.500 (2003) i 10.000 (joshuaproject) logbes. El seu codi ètnic del joshuaproject és NAB59b i el seu ID de grup ètnic és 13083.

## Situació geogràfica i pobles veïns
El territori logba està situat entre els pobles de VB Agbome (al nord) i de New Dzokpe (al sud), al nord-est de la ciutat de Vakpo i a l'oest de la ciutat de Kpalimé (Togo), a la Regió Volta dels sud-est de Ghana. El territori logba està situat en un terreny muntanyós, a la falda de la muntanya més alta de Ghana, el Mont Afadzato.
Segons el mapa lingüístic de Ghana de l'ethnologue, el petit territori logba està situat a mig camí entre el llac Volta i la frontera amb Togo i té com a veïns els ewes, al nord i a l'est i els avatimes, al sud i al sud-oest.

## Història

### Orígens
Es creu que els logbes no són els habitants originals de la zona en la que viuen actualment. Hi ha dues hipòtesis dels seus orígens: Heine (1968, basant-se en Debrunner), proposa que els Logbes són descendents dels makɔ́s, que van emigrar cap al sud a la segona meitat del segle xviii. Segons Dorvlo (2004) i la versió pròpia dels logbes, ells consideren que van arribar a la zona amb altres pobles gbes com els ketus.

## Economia
Els logbes són agricultors de subsistència. Produeixen cassava, blat de moro, nyam i fruits del bosc i a més treballen de manera suplementària en la producció de cacau, cafè i caoba.

## Llengua
La llengua materna dels logbes és el logba. La gran majoria, però, són bilingües amb l'ewe i també parlen l'anglès, llengua oficial del país.
Els logbes anomenen la seva llengua amb el nom d'ikpana (defensors de la fe).

## Religió
Segons Joshuaproject el 83% dels logbes són cristians i el 17% restant creuen en religions africanes tradicionals. La meitat dels logbes cristians són protestants, el 30% són catòlics i el 20% pertanyen a esglésies independents. El 15% dels logbes cristians pertanyen a moviments evangelistes. Segons el Peoplegroups la religió primària dels logbes són les religions ètniques, ja que consideren que la conversió significa una assimilació cultural. Segons la fitxa dels logbes d'Ethnologe el 2014 només el 15% dels logbes eren cristians i la majoria creien en religions tradicionals. Creuen que hi ha esperits en els objectes i fenòmens. Així mateix, creuen que els esperits dels seus avantpassats els protegeixen. A mitjans del segle XX s'hi va introduir el cristianisme i en el territori logba hi ha diverses esglésies cristianes que tenen el hàndicap que no tenen materials en la seva llengua.

## Turisme
El territori logba té interessos turístics que inclou salts d'aigua, penya segats i coves.